# Hermanas del Corazón Inmaculado de María de Nagasaki
La Congregación del Corazón Inmaculado de María (oficialmente en japonés: 長崎純心聖母会; transliterado: Nagasaki Junshin Seibo Kai; y cooficialmente en inglés: Congregation of the Sisters of the Immaculate Heart of Mary) es una congregación religiosa católica femenina de vida apostólica y de derecho pontificio, fundada por el obispo de Nagasaki, Januarius Kyunosuke Hayasaka, en 1934. Las religiosas de este instituto son conocidas como Hermanas del Corazón Inmaculado de Nagasaki y posponen a sus nombres las siglas I.C.M.

## Historia

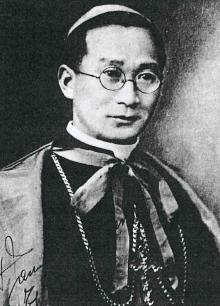
El obispo de Nagasaki, Januarius Kyunosuke Hayasaka (1883-1959), fundador de la congregación.

La congregación fue fundada por Januarius Kyunosuke Hayasaka, obispo de Nagasaki y primer obispo católico japonés. Con el ideal de dar origen a una congregación de enseñanza, compuesta por nativas japoneses, con la ayuda de Esumi Yasu e Oizumi Katsumi, fundó a las Hermanas del Corazón Inmaculado de María.  El mismo fundador, con la autoridad ordinaria, erigió el instituto como congregación religiosa de derecho diocesano el 9 de julio de 1934.
Las primeras religiosas se formaron en Francia, bajo la guía de las religiosas de la Sociedad del Sagrado Corazón de Jesús. En el Anuario Pontificio de 2015, el instituto está incluida en las congregaciones religiosas de derecho pontificio.

## Organización
La Congregación del Corazón Inmaculado de María es un instituto religioso internacional y centralizado, cuyo gobierno recae en una superiora general. La sede central del instituto se encuentra en Nagasaki (Japón).
Las Hermanas del Corazón Inmaculado de Nagasaki se dedican a la educación e instrucción cristiana de la juventud, a través de sus escuelas, colegios y universidades. En 2015, la congregación contaba con unas 317 religiosas y 35 comunidades, presentes en Brasil, China y Japón.